# Skamp
Gli Skamp sono un gruppo musicale lituano attivo dal 1995 e formato da Erica Jennings, Victor "Vee" Diawara e Vilius Alesius.
Hanno rappresentato la Lituania all'Eurovision Song Contest 2001 con il brano You Got Style, classificandosi al 13º posto su 23 partecipanti con 31 punti totalizzati.

## Formazione
- Erica Jennings – voce
- Victor "Vee" Diawara – chitarra, voce
- Vilius Alesius – voce

## Discografia

### Album in studio
- 1995 – Štai mes
- 1999 – Angata
- 2000 – Green
- 2000 – Le Boom-Chick
- 2001 – Skempinligė
- 2004 – Reach
- 2005 – Deadly
- 2007 – Le Boom-Chick vol. 2
- 2008 – Kažką?!

### Album live
- 2007 – Live & Deadly

### Raccolte
- 2018 – Skamp. 1998-2018

### EP
- 2001 – Hip-hop projektas "Tolerancija"
- 2019 – Skamp

### Singoli
- 1998 – Summertime
- 2001 – You Got Style
- 2002 – Mūsų dienos kaip šventė
- 2004 – Na na na
- 2006 – A ka guelen